# Братья Сарояны
«Братья Сарояны» — фильм по пьесе Гургена Боряна «Под одной крышей». Премьера в Ереване 12 июня 1969 года, премьера в Москве — 24 июня 1969 года.

## В ролях
- Фрунзе Довлатян — Гайк Сароян
- Хорен Абрамян — Геворк Сароян
- Бабкен Нерсесян — Сурмелян
- Гурген Джанибекян — дед Артин
- Анаида Масчян — мать
- Инга Агамян — Анаит, невеста одного из братьев
- Армен Айвазян — Папян
- Лия Элиава — Тагуи, художница
- Ваграм Ехшатян — Врам
- Ашот Сагратян — Севачерян

## Сюжет

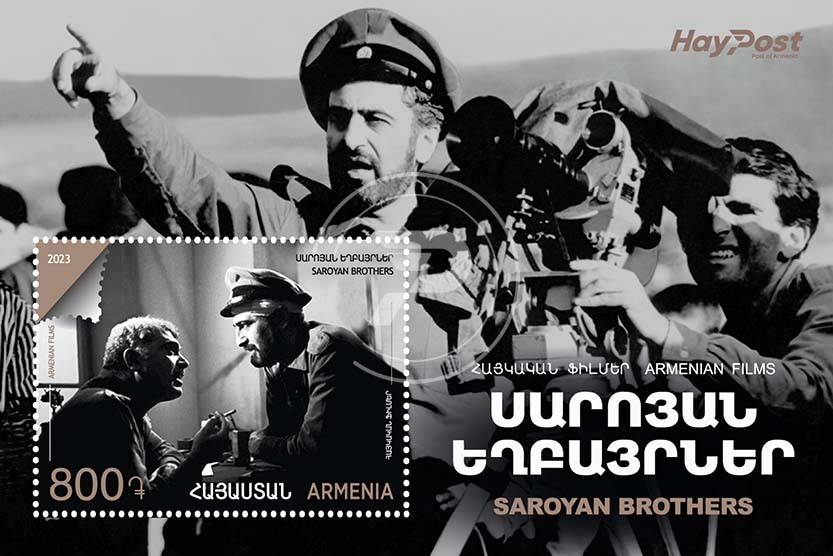
Кадр из фильма на 2023 марке Армении.

В фильме рассказывается о двух братьях, которых революция развела по разные стороны баррикад. Один брат — убежденный большевик — проник в стан дашнаков, а другой был начальником дашнакской контрразведки.

## Награды
- Главный приз «Кубок Прометея» и диплом I степени Кинофестиваль республик Закавказья и Украины в Киеве (1969)
- Диплом и премия за лучшее исполнение роли (Х. Абрамян) на Всесоюзном кинофестивале в Минске (1970)
- Государственная премия Армянской ССР в области кинематографии (1970, сценарист Г. Борян, режиссёр и актёр Х. Абрамян, режиссёр А. Айрапетян, актер Ф. Довлатян, операторы С. Геворкян и К. Месян, художник Р. Бабаян).